# Pelecinotus brachypterus
Pelecinotus brachypterus är en insektsart som beskrevs av Bolívar, I. 1902. Pelecinotus brachypterus ingår i släktet Pelecinotus och familjen gräshoppor. Inga underarter finns listade i Catalogue of Life.